# Hélène Barcelo
Hélène Barceló (Quebec, 1954) es una matemática canadiense especializada en combinatoria algebraica. Es profesora emérita de matemáticas en la Universidad Estatal de Arizona y subdirectora del Instituto de Investigación en Ciencias Matemáticas (MSRI).

## Trayectoria
En 1998, Barceló obtuvo su doctorado en la Universidad de California en San Diego. Su disertación, Sobre la acción del grupo simétrico sobre el álgebra de mentira libre y sobre la homología y cohomología de la red de partición, fue supervisada por Adriano Garsia.
Dentro de la combinatoria algebraica, se ha centrado en la teoría de representación combinatoria, la teoría de la homotopía y la disposición de hiperplanos.
Se unió a la facultad del Estado de Arizona después de realizar estudios postdoctorales en la Universidad de Míchigan. Se retiró del estado de Arizona, donde se convirtió en profesora emérita y en subdirectora de MSRI en 2008.
Fue editora en jefe del Journal of Combinatorial Theory, Serie A, de 2001 a 2009.

## Reconocimientos
De 2012 a 2014, Barceló fue miembro del consejo general de la Sociedad Estadounidense de Matemáticas. En 2018, fue elegida miembro de la comunidad de becarios de la Sociedad Estadounidense de Matemáticas,en 2019 de la comunidad de becarios de la Asociación para Mujeres en Matemáticas, y en 2021 de la Asociación Estadounidense para el Avance de la Ciencia.